# Denis Mercier
Denis Mercier é um aviador e ex Chefe do Estado-Maior da Força Aérea Francesa. Ele foi nomeado no dia 17 de setembro de 2012. Em 30 de setembro de 2015, ele sucedeu ao General Paloméros como Comandante Supremo Aliado para a Transformação, na NATO.